# برایتینگن
برایتینگن (به آلمانی: Breitingen) یک شهر در آلمان است که در الب-دانو-کریس واقع شده‌است. برایتینگن ۲۶۱ نفر جمعیت دارد.